# Rembours
Een rembourszending of verrekenzending is het bezorgen van een brief of postpakket waarbij op het bezorgadres (of bij afhalen op het postkantoor) een bedrag (meestal de kosten van het pakket plus de rembourskosten voor het postbedrijf) ter plekke betaald dient te worden aan het postbedrijf.
Zodra het bedrag is betaald, is het bezorgde object eigendom van de ontvanger. De posterijen zorgen er daarna voor dat het bedrag (verminderd met rembourskosten) aan de verzender wordt uitbetaald.
Voordeel van rembours is dat de verzender zeker is van betaling. Ook voor de ontvanger is er enige zekerheid: hij betaalt pas als hij de postzending ziet. 
Toch kan rembours voor de ontvanger zeer riskant zijn. Hij mag pas kennisnemen van de inhoud van de verpakking als hij de zending geaccepteerd heeft en het gebeurt weleens dat een malafide verkoper een waardeloos artikel levert voor een hoge prijs.
In Nederland heeft PostNL deze dienst per 1 januari 2020 beëindigd.